# SMS jízdenka
SMS jízdenka je specifický typ elektronické jízdenky zejména v MHD, umožňující hradit jízdné z kreditu mobilního telefonu zasláním SMS. Z centrály provozovatele se cestujícímu vrátí zpráva, kterou se prokazuje při kontrole tak, že revizorovi umožní nahlédnout na displej a ověřit unikátní kód obsažený ve zprávě.
V ČR používá sms jízdenku aktuálně (2018) 11 dopravních podniků: DP města Brna, a. s., DP města České Budějovice, a. s., DP města Hradce Králové, a. s., DP měst Liberce a Jablonce nad Nisou, a. s.,  DP města Olomouce, a. s.,  DP Ostrava, a.s., DP města Pardubic, a. s., Plzeňské městské DP, a.s., DP hl. m. Prahy, a. s., DP města Ústí nad Labem, a. s., Dopravní společnost Zlín-Otrokovice, s.r.o.

## Konkrétní projekty

### MHD Vídeň
Ve Vídni funguje systém SMS jízdenek podobný pražskému asi od roku 2003. Oproti pražskému systému pošle centrum služby cestujícím navíc upozornění krátce před vypršením platnosti jízdenky. Přestupní jízdenka na 90 minut stojí 2,20 euro a za další 2 eura je možno její platnost prodloužit na celodenní. Dopravce Wiener Linien službu nabízí pod názvem Händyticket (Händy je německé hovorové slovo pro mobilní telefon). Pro oba druhy jízdenek je určeno totéž telefonní číslo; zaslání 90minutové jízdenky se požaduje zprávou s textem „S“ (nebo „T*Single“), zaslání denní jízdenky textem „D“ (nebo „T*Day“)

### MHD v Německu
V Německu jsou jízdenky pod názvem Händyticket poskytovány ve městech Bonn, Gera, Köln a Osnabrück.

### MHD Praha
Jiří Horyna a Tomáš Čermák přihlásili 21. listopadu 2003 řešení SMS jízdenek u Úřadu průmyslového vlastnictví jako užitný vzor pod názvem „Systém zapojení technických spojovacích prostředků k zajištění úhrady jízdného nebo rezervačních služeb v prostředcích veřejné dopravy“ a tento vzor byl použit jako vklad do společnosti eMan, s. r. o. V roce 2004 jednali s technickým ředitelem DP Tomášem Jílkem o využití systému Dopravním podnikem hlavního města Prahy a. s. Po dvou letech skončila jednání neúspěšně.
21. listopadu 2007 Dopravní podnik hl. m. Prahy na tiskové konferenci SMS jízdenky představil a hned o následujícího dne, 22. listopadu 2007 (přesně v den, kdy měla vypršet původní platnost užitného vzoru Horyny a Čermáka, a v do značné míry stejné podobě, aniž by konal výběrové nebo poptávkové řízení), zavedl Dopravní podnik hl. m. Prahy a. s. možnost hradit jízdné z mobilního telefonu s aktivní mikroplatební službou Premium SMS. SMS zpráva, která je dokladem o zaplacení jízdného, a celá aplikace se nazývá SMS jízdenka.
Takto lze koupit jediný druh jízdenky – základní přestupní vnitroměstskou jízdenku původně za 20 Kč, po zdražení v lednu 2008 za 26 Kč (tedy bez přirážky proti ceně papírové jízdenky). Tímto způsobem lze uhradit i přepravné za psa bez schrány. SMS jízdenka platí pouze v metru, tramvajích a autobusech v pásmu P (vnitřní pásmo, území Prahy); neplatí na dojezdových úsecích příměstských autobusových linek, na železnici na území města ani na přívozech, jejichž řidiči, resp. průvodčí nejsou vybaveni přístroji pro kontrolu SMS jízdenek. Její platnost je 90 minut, o 15 více než u papírové jízdenky, aby se vyrovnala nutnost nakupovat ji s předstihem: doručení jízdenky může trvat několik minut a nastupovat do vozidla (nebo vstupovat do přepravního prostoru) smí cestující až po doručení jízdenky. Za 6 Kč lze získat duplikát za omylem smazanou jízdenku.
Pro SMS jízdenku zvolil dopravní podnik řešení od firmy Ka.soft group, s.r.o., která si přihlásila patent dva dny před spuštěním, 20. listopadu 2007 (příprava patentové přihlášky trvá ale několik týdnů). Proti možnému narušení práv se ohradila mimo jiné firma Thimon Andros Consulting (ThAC), jejíž patentní návrh Jána Hurtíka byl podán v únoru 2006. Patentový úřad v roce 2007 o návrzích patentů nerozhodl. Službu zajišťují firmy Crowsnest a Erika, a. s., které zakázku získaly bez výběrového řízení jako pilotní projekt, což kritizovaly konkurenční firmy, které nyní již nepředpokládají, že by v dodatečném výběrovém řízení mohly uspět. Vlastníkem firmy Erika, která v minulosti mj. zajišťovala divácké hlasování na TV Nova, je společnost Appian, vlastnící i firmu Škoda Holding, od níž DP hl. m. Prahy kupuje tramvaje. Kapitálové zázemí firmy Crowsnest, která až do spuštění SMS jízdenky působila jako realitní a reklamní agentura, není známo. Podle ředitele marketingu DPP Jana Svobody je Crowsnest štítem společnosti Erika, protože kdyby partnerem DP byla přímo Erika, a. s., která poskytuje i erotický obsah, mohlo by to službu diskreditovat.
SMS jízdenka za prvních deset měsíců vydělala miliony korun. Přesná čísla DP odmítá uvádět, stejně tak cenu, kterou za zpracování SMS platí (odhaduje se, že dopravci zůstává asi 75 % z ceny, později bylo toto číslo upřesněno na 70 %, přičemž 15 % připadlo SMS operátorovi a další část, zřejmě rovněž 15 %, zprostředkovatelské společnosti Erika) Za den se průměrně prodalo 22,5 tisíce SMS jízdenek (to znamená obrat 585 tisíc Kč denně) a operátor Vodafone registroval 57 tisíc pravidelných zákazníků služby. Přes operátora T-Mobile Czech Republic se za poslední týden července 2008 prodalo 72 tisíc SMS jízdenek. Podle průzkumů DP 60 procent uživatelů tvoří bývalí černí pasažéři. V říjnu 2009 bylo uváděno, že SMS jízdenku používá denně asi 25 000 cestujících a roční obrat je tak přes 200 milionů Kč.
SMS jízdenka získala v roce 2008 cenu Český zavináč za inovativní řešení. Dopravní podnik hl. m. Prahy oznámil, že jedná o rozšíření systému na další dopravce a jiné subjekty, které o něj projevily zájem.
Od začátku listopadu 2009 byla pražská SMS jízdenka zdražena o poplatek za odeslanou SMS se žádostí o jízdenku, který byl do té doby zahrnut v ceně jízdenky. Cena jízdenky však je účtována až s přijetím SMS jízdenky (doručenky), nikoliv již s odesláním žádosti jako dosud. Staré telefonní číslo se starým tarifem má fungovat nějakou dobu souběžně, pravděpodobně do konce ledna 2010. Změna do budoucna umožňuje poskytovat na jednom čísle více druhů jízdenek.
V návaznosti na SMS jízdenku vznikly Java aplikace pro mobily, při jejichž použití si zákazníci nemusí pamatovat kódy ani čísla, na které je potřeba SMS zasílat, např. SMSjizdenka.eu brněnské firmy Axima.

### MHD Ústí nad Labem
V červenci 2008 byla SMS jízdenka spuštěna v Ústí nad Labem. SMS jízdenka stojí shodně jako papírová 15 Kč a platí o 10 minut déle, tedy 40 minut. Technické řešení zajišťuje stejně jako v Praze Erika, a. s.
22. února 2013: SMS jízdenka stojí 18 Kč plus cena za SMS.

### MHD České Budějovice
Od ledna 2009 má být spuštěna SMS jízdenka a platba za parkování v Českých Budějovicích. Na rozdíl od systému v Praze bude pro užívání služby nutno nejprve se zaregistrovat na některém z kontaktních míst.
Rozhodnutím rady města České Budějovice byl ukončen projekt "Město v mobilu", který umožňoval cestujícím MHD platit jízdné formou SMS jízdenky, nebo formou tzv. datové jízdenky a dále bylo možno hradit formou datové jízdenky i parkovné. Tyto služby budou k 31.3.2011 zrušeny.
Vzhledem k oblíbenosti SMS jízdenky, dopravní podnik zachová tento typ nákupu jízdenky. Služba je v nové podobě poskytována od 1. dubna 2011 - tedy bez přerušení možnosti využití placení jízdného mobilem.
22. února 2013: SMS jízdenka stojí 25 Kč plus cena za odeslání SMS.

### MHD Ostrava
V Ostravě funguje od roku 2009 systém SMS jízdenek podobně jako v Praze nebo Vídni jako služba poskytovaná přes Premium SMS.[zdroj?] Systém funguje tak, že zákazník odešle SMS s textem DPO (ve významu Dopravní podnik Ostrava) na určité telefonní číslo.[zdroj?] Poté mu přijde SMS jízdenka. Kvůli čekání na doručení jízdenky Dopravní podnik prodloužil platnost jízdenky o 10 minut oproti hodinové papírové jízdence.[zdroj?] Systém počítá i se smazáním SMS jízdenky z paměti telefonu. Odesláním textu DPO na jiné číslo přijdou zákazníkovi duplikáty všech platných jízdenek.[zdroj?] Jestliže na stránkách DPO zadá uživatel své číslo (jestliže nemá hash svého čísla, systém mu ho pošle přes SMS na telefon), zobrazí se mu seznam v minulosti objednaných SMS jízdenek.[zdroj?]
22. února 2013: SMS jízdenka stojí 27 Kč.

### Plzeňské městské dopravní podniky
Od 1. září 2010 zavádějí přestupní SMS jízdenku Plzeňské městské dopravní podniky. Takto je možno zakoupit 35minutovou jízdenku za 15 Kč, přičemž cena za odeslání SMS není v ceně jízdenky zahrnuta.
22. února 2013: SMS jízdenka stojí 20 Kč plus cena za odeslani SMS.

### MHD Liberec
Od 9. listopadu 2009 zavedl přestupní SMS jízdenku DPMLJ, a. s., ale pouze ve svých vozidlech v zóně Liberec.
22. února 2013: cena SMS jízdenky je 25 Kč(+ cena SMS dle vašeho tarifu u mobilního operátora). Cena je včetně DPH.

### MHD Olomouc
V září a říjnu 2012 mají být zkušebně zavedeny SMS jízdenky v MHD v Olomouci, v první fázi pouze pro obyčejné jízdné a s platností pouze na linkách DMPO v zóně 71 Olomouc. Cena je navržena na 18 Kč oproti 14 Kč za klasickou jízdenku či 20 Kč při doplňkovém prodeji u řidiče, časová platnost je o 10 minut delší (t. j. 50/70 minut). Zaslaná jízdenka má obsahovat časovou platnost od-do, cenu a HASH kód pro ověření platnosti při přepravní kontrole. Zahájení rutinního provozu je plánováno od ledna 2013, předpokládán je širší sortiment jízdenek.
22. února 2013: SMS jízdenka stojí 18 Kč.